# Peter von Sassen

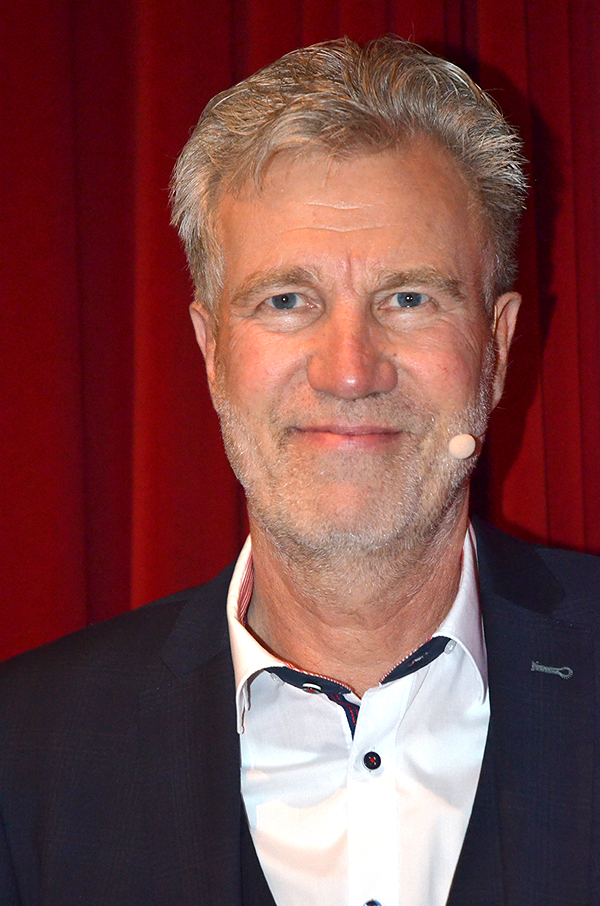
Peter von Sassen (2018)

Peter von Sassen (* 12. Januar 1953 in Hamburg) ist ein deutscher Fernsehjournalist und Fernsehmoderator.

## Leben
Peter von Sassen wurde in Hamburg geboren, besuchte dort Grundschule und Gymnasium und machte das Abitur am Emilie-Wüstenfeld-Gymnasium. Später studierte er in der in Hamburg Germanistik und Theaterwissenschaften. 
Mit 22 Jahren realisierte von Sassen seinen ersten kürzeren Fernsehbeitrag für die Redaktion des Freitagsmagazins. 
Eine neunmonatige Tätigkeit als Aufnahmeleiter für eine vorzubereitende ZDF-Kulturserie bei der Firma Multimedia brachte ihm das Angebot einer Festanstellung in dieser privaten Filmproduktion, das er aber ablehnte.
Später erhielt Peter von Sassen beim Norddeutschen Rundfunk in Hannover eine Stelle als Jung-Redakteur.
Zunächst war er in der aktuellen Fernseh-Redaktion, die für die Regionalnachrichten Berichte vom Tage und für die Tagesschau arbeitete, später dann in der Redaktion des Nordschau-Magazins tätig.
Insgesamt entstanden in seinen 37 Jahren beim Norddeutschen Rundfunk rund 500 Fernsehbeiträge und Features.
Zu den wichtigsten Arbeiten gehören ein Porträt über Astrid Lindgren und ein 45-Minuten-Feature über die Stadt Hiroshima.
Peter von Sassen gestaltete und moderierte 18 Jahre lang die Messe-Sendungen des NDR-Fernsehens in Hannover. Durch die Sendungen Nordtour und Nordseereport wurde er auch überregional bekannt.
1998 übernahm v. Sassen die Redaktionsleitung der Sendung Nordseereport. Am 16. Dezember 2016 moderierte er zum letzten Mal das Fernsehmagazin Hallo Niedersachsen.
Von Sassen ist der Onkel des deutschen Schauspielers Felix von Sassen.

## Aktuelle Tätigkeit
Peter von Sassen bereist seit Anfang der 2000er-Jahre die polaren Gebiete der Arktis und Antarktis und arbeitet nach seiner Tätigkeit beim NDR als Lektor für Polargeschichte auf Expeditions-Kreuzfahrtschiffen verschiedener Reedereien und Gesellschaften. Außerdem entstehen seit 2007 abendfüllende Multimedia-Schauen und Lesungen.
Als Fotograf und Kameramann erstellt er regelmäßig neue Live-Reportagen, die er in Niedersachsen und Norddeutschland auf diversen Bühnen präsentiert.
Multimediale Porträts über Wilhelm Busch und Astrid Lindgren gehören ebenso dazu wie Bild-Reportagen über die Arktis und Antarktis.
Peter von Sassen arbeitet zusätzlich als Autor und Moderator.
Seine fotografischen Arbeiten sind in diversen Ausstellungen präsentiert worden.

## Veröffentlichungen
- mit Helfried Weyer: Vergessene Inseln im Eis. Eine Expedition ins Kaiser-Franz-Joseph-Land. Nicolai, Berlin 2006, ISBN 3-89479-302-3
- mit Erwin Neu: Niedersachsen. Gesicht und Charakter einer vielfältigen Landschaft. Schlüter, Hannover 1994, ISBN 3-87706-375-6